# Microsoft Windows Installer
Microsoft Windows Installer (celý název je Windows Installer Service) je instalační služba pro instalaci a správu instalačních balíčků ve formátu MSI v prostředí Microsoft Windows.

## Historie
Tato instalační služba byla uvedena v roce 2000, kdy byla poprvé použita v produktech Microsoft Windows 2000 a Microsoft Office 2000. Jejím účelem bylo zjednodušit a zpřehlednit proces instalace, který se tímto definoval v jednotném formátu společnosti Microsoft.
Microsoft Windows Installer se stal nutností každé firmy, která chtěla mít svůj produkt certifikovaný pro Windows (např. logo Designed for Windows 2000).
Postupem času byly nabídnuty verze Windows Installer pro starší verze systému Windows 95/98 a NT 4.0 a postupně se integrovaly do nových produktů (resp. byla do nich zahrnuta podpora balíčků MSI)

## Historie verzí
| Vydaná verze           | verze                     | Poznámka |
| Windows Installer 1.0  | 1.00.5104.0               | Vydáno s Office 2000 a jako samostatný balíček k distribuci.                                                                         |
| Windows Installer 1.1  | 1.10.1029.0               | Vydáno s Windows 2000. |
|                        | 1.10.1029.1               | Vydáno jako samostatný balíček k distribuci.                                                                                         |
| Windows Installer 1.11 | 1.11.1314.0               | Vydáno s Windows 2000 Service Pack 1.                                                                                                |
|                        | 1.11.2405.0               | Vydáno s Windows 2000 Service Pack 2.                                                                                                |
| Windows Installer 1.2  | 1.20.1410.0               | Vydáno s Windows Millennium Edition.                                                                                                 |
|                        | 1.20.1827.1               | Vydáno jako samostatný balíček k distribuci.                                                                                         |
| Windows Installer 2.0  | 2.0.2600.0                | Vydáno s Windows XP. |
|                        | 2.0.2600.1                | Vydáno s Windows 2000 Service Pack 3.                                                                                                |
|                        | 2.0.2600.1183             | Vydáno s Windows 2000 Service Pack 4.                                                                                                |
|                        | 2.0.2600.2                | Vydáno jako samostatný balíček k distribuci.                                                                                         |
|                        | 2.0.2600.1106             | Vydáno s Windows XP Service Pack 1.                                                                                                  |
|                        | 2.0.3790.0                | Vydáno s Windows Server 2003. |
| Windows Installer 3.0  | 3.0.3790.2180             | Vydáno s Windows XP Service Pack 2 a jako samostatný balíček k distribuci.                                                           |
| Windows Installer 3.1  | 3.1.4000.1823             | Vydáno jako samostatný balíček k distribuci. Tato verze má stejnou funkčnost jako verze 3.1.4000.2435.                               |
|                        | 3.1.4000.1830             | Vydáno s Windows Server 2003 Service Pack 1 a Windows XP Professional x64 Edition.                                                   |
|                        | 3.1.4000.3959             | Vydáno s Windows Server 2003 Service Pack 2.                                                                                         |
|                        | 3.1.4000.2435             | Toto je nejnovější verze služby Windows Installer 3.1.                                                                               |
|                        | 3.1.4001.5512             | Vydáno s Windows XP Service Pack 3.                                                                                                  |
| Windows Installer 4.0  | 4.0.6000.16386            | Vydáno s Windows Vista. |
|                        | 4.0.6001.18000            | Vydáno s Windows Vista Service Pack 1 a Windows Server 2008.                                                                         |
| Windows Installer 4.5  | 4.5.6002.18005            | Vydáno s Windows Vista Service Pack 2 a Windows Server 2008 Service Pack 2.                                                          |
|                        | 4.5.6000.20817            | Vydáno jako samostatný balíček k distriburi pro Windows Vista.                                                                       |
|                        | 4.5.6001.22162            | Vydáno jako samostatný balíček k distriburi pro Windows Server 2008 a Windows Vista Service Pack 1.                                  |
|                        | 4.5.6001.22159            | Vydáno jako samostatný balíček k distribuci pro Windows XP Service Pack 2 a novější, a Windows Server 2003 Service Pack 1 a novější. |
| Windows Installer 5.0  | 5.0.7600.16385 nebo vyšší | Vydáno s Windows Server 2008 R2 a Windows 7.                                                                                         |

### .MSI a .MSP
Soubor formátu .MSI tvoří instalační balíček pro systémy Microsoft Windows ve formátu Windows Installer. Soubor se může také jmenovat jako .MSP, který slouží pro distribuci oprav již instalovaných produktů.

### Další soubory
- .MST Windows Installer Transform – transformační soubor – definuje chování installeru, zejména pokud jde o výběr komponentů k instalaci – využívá se především pro bezobslužnou instalaci.
- .MSM Windows Installer Merge Module
- .IDT Exported Windows Installer Database Table
- .CUB Validation module
- .PCP Windows Installer Patch Creation File
- .MSU Microsoft System Update (Windows Vista, Server 2008)

## Vlastnosti
Vlastnostmi Windows Installer, z nichž některé vedly k důvodu jeho vzniku jsou:
- Jednotný formát a prostředí pro proces instalace
- Podpora API pro externí nástroje a programy
- Podpora „návratu zpět“ (rollback)
- Podpora aktualizace či opravy
- Správa verzí sdílených knihoven DLL

- Podpora pro snadné nasazení aplikací (Deployment) v podnikovém prostředí (podporováno ze strany Windows 2000 Server s prostředím Active Directory a Group Policy)

Jednou z nových možností je funkce rollback (návrat zpět), která umožňuje kdykoli přerušit proces instalace a instalační služba vrátí všechny změny do původního stavu, což byl v tehdejší době revoluční počin. Do tehdejší doby bylo velmi riskantní přerušovat proces instalace, protože nedokončená instalace mohla ovlivnit stabilitu systému (chybějící soubory, záznamy v registrech odkazující na neexistující knihovny apod.).

## Současnost
Od roku 2009 je Windows Installer ve verzi 5.0 (konkrétně celé číslo sestavení je 5.0.7600.16385) a i přes počáteční odpor veřejnosti je v dnešní době[kdy?] součástí naprosté většiny instalací. Společnosti vyvíjející vlastní instalační řešení se přizpůsobily a zahrnuly podporu Windows Installer do svého prostředí.